# Liegender Poet

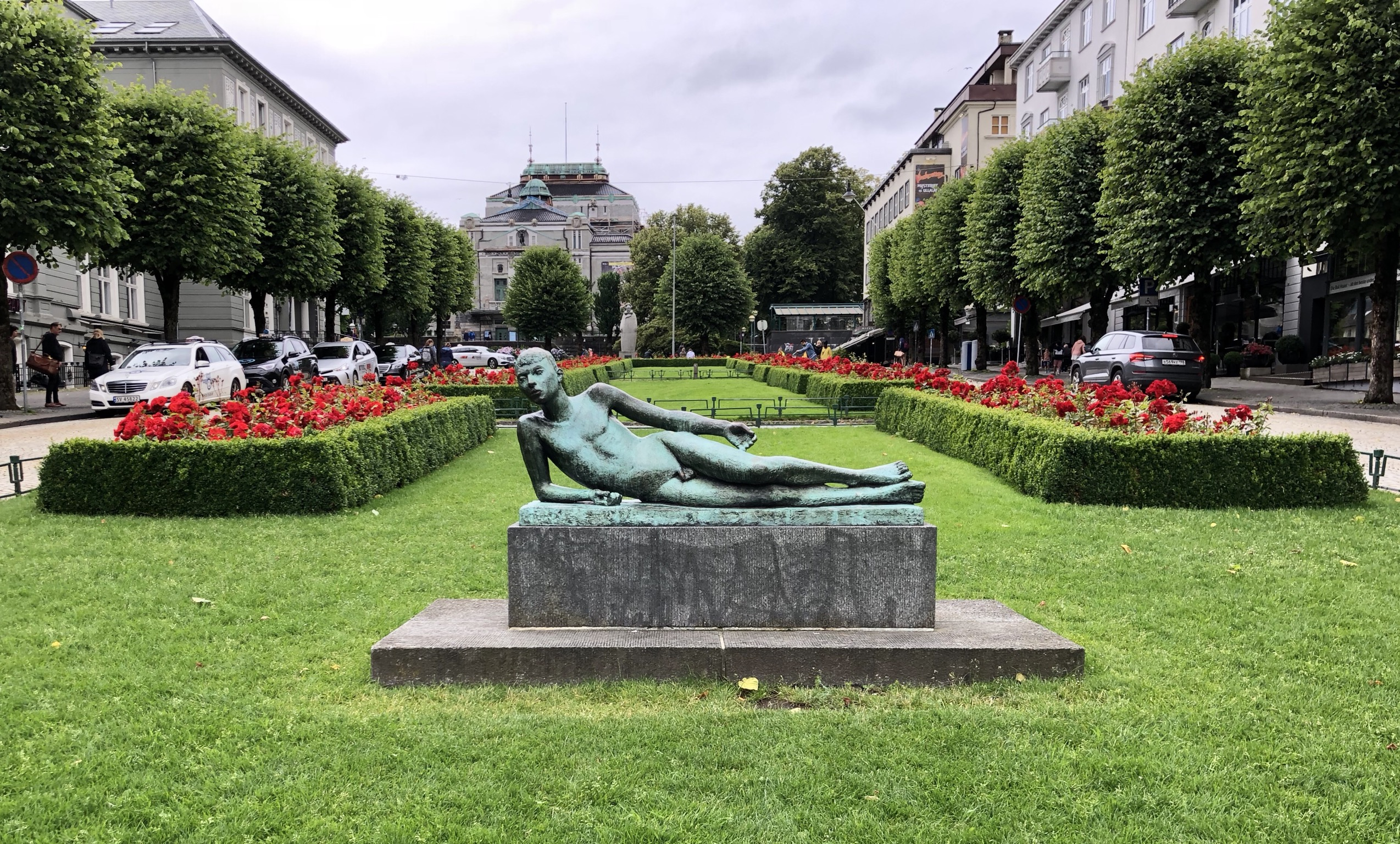
Liegender Poet, 2019

Der Liegende Poet (norwegisch Liggende poet) ist eine Skulptur in der norwegischen Stadt Bergen.
Sie befindet sich in der Bergener Innenstadt am östlichen Ende des Øvre Ole Bulls plass, nahe dem Kong Olav Vs plass.
Die Skulptur wurde vom Bildhauer Hans Jacob Meyer aus Bronze geschaffen und 1958 enthüllt. Sie zeigt den auf der rechten Seite auf den rechten Arm gestützten liegenden Akt eines jungen Mannes. Modell für die Skulptur war der Maler Laurie Grundt (1923–2020).